# 武山官寺
武山官寺，位于中国甘肃省武山县，为一个省级文物保护单位，类型为古建筑。
武山官寺的历史年代为元、明。